# Kobe Bryant
Kobe Bean Bryant (ur. 23 sierpnia 1978 w Filadelfii, zm. 26 stycznia 2020 w Calabasas) – amerykański koszykarz, grający na pozycji rzucającego obrońcy.
Od początku zawodowej kariery zawodnik Los Angeles Lakers. Do National Basketball Association trafił po skończeniu szkoły średniej Lower Merion High School, ponieważ nie zdecydował się na wybór uczelni i zadeklarował udział w drafcie. Został w nim wybrany z numerem 13 przez Charlotte Hornets, jednak niecały tydzień później w wyniku wymiany trafił do Los Angeles Lakers za Vlade Divaca. Razem z Shaquille’em O’Nealem poprowadził zespół do trzech mistrzostw z rzędu w latach 2000–2002. Po odejściu z Lakers O’Neala po przegranych Finałach 2004 Bryant został główną postacią klubu. W sezonach 2005/06 i 2006/07 był królem strzelców ligi. W 2006, w meczu przeciwko Toronto Raptors zdobył 81 punktów, co jest drugim najwyższym osiągnięciem w historii ligi. Został wybrany najbardziej wartościowym zawodnikiem sezonu 2007/08. Po przegranych finałach w 2008 poprowadził Lakers do dwóch kolejnych tytułów mistrzowskich w 2009 i 2010, będąc wybieranym najlepszym zawodnikiem obu finałów.
Gra Bryanta była wielokrotnie nagradzana. Osiemnastokrotnie był wybierany do meczu gwiazd NBA i czterokrotnie zostawał najlepszym graczem tych spotkań. Piętnastokrotnie dostawał się do All-NBA Team, w tym jedenaście razy do pierwszej piątki. Dwanaście razy był wybierany do najlepszych piątek defensorów NBA. Ponadto w 1997 wygrał konkurs wsadów podczas weekendu gwiazd NBA.
Bryant był członkiem kadry narodowej i olimpijskiej Stanów Zjednoczonych, z którą w 2007 wygrał mistrzostwa Ameryki organizowane przez FIBA oraz dwukrotnie zdobył z nią złoty medal na igrzyskach olimpijskich w Pekinie i Londynie.
Na 90. ceremonii wręczenia Oscarów Bryant wraz z Glenem Keanem otrzymał statuetkę w kategorii „najlepszy krótkometrażowy film animowany” za film Droga koszykówko (2017).
Bryant zginął w wieku 41 lat w katastrofie helikoptera w kalifornijskim Calabasas. Podczas lotu śmigłowiec niespodziewanie runął na ziemię, nikt z osób będących na pokładzie nie przeżył. Wśród ofiar była również 13-letnia córka koszykarza, Gianna.

## Dzieciństwo i młodość
Kobe Bean Bryant urodził się w Filadelfii w stanie Pensylwania, był jedynym synem i najmłodszym z trójki dzieci byłego gracza NBA Joe Bryanta i jego żony Pameli Bryant. Jego imię pochodzi od nazwy japońskiej wołowiny „Kobe”, którą to Joe Bryant lubił jeść w jednej z japońskich restauracji na przedmieściach Filadelfii. Jego ojciec, były zawodowy koszykarz, w późnych latach 70. XX wieku występował w NBA w barwach Philadelphia 76ers, San Diego Clippers i Houston Rockets, jednak w 1984 roku opuścił NBA i razem z rodziną przeniósł się do Włoch, gdzie występował w zespołach z tamtejszej ligi. Podczas pobytu w Europie Bryant przyzwyczaił się do nowego stylu życia i nauczył się mówić biegle po włosku i hiszpańsku. Podczas wakacji jego ojciec przyjeżdżał z Włoch do Stanów Zjednoczonych grać w lidze letniej NBA. W wieku trzech lat Kobe zaczynał grać w koszykówkę, a w nieco późniejszym wieku uczył się grać w piłkę nożną. Był kibicem klubu piłkarskiego A.C. Milan. Po przejściu ojca na sportową emeryturę Bryant w 1992 wraz z rodziną wrócili ponownie do USA.

### High School

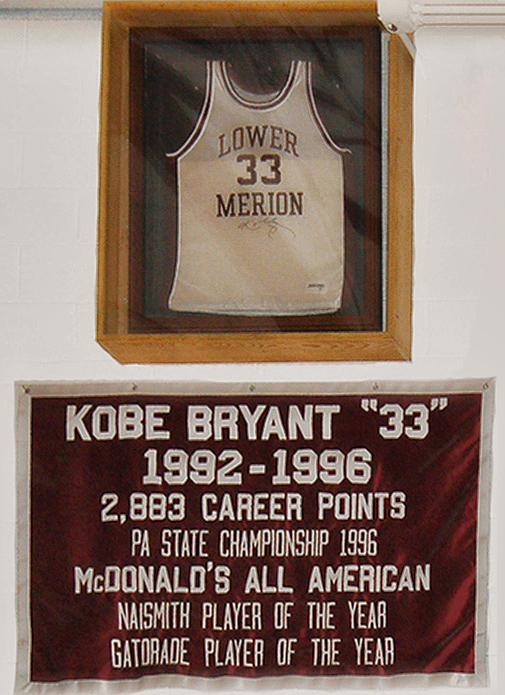
Zastrzeżony numer Bryanta w sali Lower Merion HS

Po powrocie do Stanów Zjednoczonych Bryant kontynuował naukę w szkole średniej Lower Merion High School, gdzie zyskał krajowy rozgłos. Podczas campu Adidas ABCD w 1995 zdobył nagrodę MVP, grając razem z przyszłym kolegą z drużyny w NBA Lamarem Odomem. Podczas pobytu w szkole średniej, ówczesny trener 76ers, John Lucas, zaprosił Bryanta do treningów razem z drużyną, gdzie zagrał jeden na jeden z Jerrym Stackhousem. Na trzecim roku nauki jego średnie wynosiły 31,1 punktów, 10,4 zbiórki, 5,2 asysty, 3,8 bloku i 2,3 przechwytu. Podczas czwartego sezonu w Lower Merion poprowadził Aces (szkolna drużyna koszykarska) do pierwszego mistrzostwa stanowego. W tamtym sezonie zdobywał 30,8 punktów, 12 zbiórek, 6,5 asyst, 4 przechwyty i 3,8 bloków na mecz z bilansem meczów 31-3. Szkolną karierę zakończył jako lider wszech czasów pod względem zdobytych punktów w południowo-wschodniej Pensylwanii, przewyższając Wilta Chamberlaina i Lionela Simmonsa. Za swój czwarty sezon w szkole średniej otrzymał wiele nagród i wyróżnień, w tym m.in.: Naismith High School Player of the Year, gracz roku według Gatorade, był także uczestnikiem McDonald’s All-American Game oraz został wybrany do pierwszej piątki All-USA przez dziennik USA Today. Jego szkolny trener, Gregg Downer, powiedział o Bryancie, że jest to „kompletny zawodnik, który dominuje”. Mimo że uzyskał 1080 punktów w teście SAT, które mogły zapewnić mu miejsca w wielu college’ach, to zdecydował się wziąć udział w drafcie do NBA. Później powiedział, że jeśli postanowiłby pójść po szkole średniej do college’u to wybrałby Duke University.

## Kariera w NBA

### Draft 1996
Bryant został wybrany z 13 numerem w drafcie w 1996 przez Charlotte Hornets. Jednak ówczesny agent Bryanta, Arn Tellem, powiedział, że jego gra w tym zespole jest niemożliwa. Poza tym, Hornets wybrali Bryanta widząc, że jest możliwość wymiany zawodników między nimi a Los Angeles Lakers. Jeszcze przed draftem Bryant był na treningach w Los Angeles, gdzie trenował z byłymi graczami Lakers Larrym Drew i Michaelem Cooperem. 1 lipca 1996 roku został wymieniony do Lakers w zamian za centra Vlade Divaca. Rodzice podpisali pierwszy kontrakt Bryanta, ponieważ w trakcie zawierania go miał on zaledwie 17 lat.

### Pierwsze trzy sezony (1996–1999)
Podczas pierwszego sezonu w NBA zazwyczaj był zmiennikiem podstawowych obrońców Lakers, Eddiego Jonesa i Nicka Van Exela. Został najmłodszym zawodnikiem, który kiedykolwiek zagrał w NBA (rekord pobity przez Andrew Bynuma) oraz najmłodszym, który pojawił się w pierwszej piątce swojego zespołu. Na początku sezonu grał po kilka minut, ale z występu na występ wartość ta rosła – na przestrzeni całych rozgrywek występował średnio 15,5 minuty na mecz. Podczas Weekendu Gwiazd NBA w 1997 Bryant wygrał konkurs wsadów. Wziął też udział w Rookie Challenge, w którym zdobył 31 punktów i 8 zbiórek. Po sezonie został wybrany do drugiej piątki pierwszoroczniaków razem z ówczesnym kolegą z drużyny Travisem Knightem. W play-offach 1997 Lakers w pierwszej rundzie pokonali Portland Trail Blazers 3-1 i trafili na Utah Jazz. W kluczowych momentach decydującego, piątego meczu Bryant rzucił 3 air balle: nie trafił pierwszego rzutu do wygrania meczu w czwartej kwarcie i dwóch, które doprowadziłyby do remisu już w dogrywce, sprawiając tym samym, że Lakers odpadli z play-offów.
W swoim drugim sezonie młody obrońca Jeziorowców dostawał więcej minut, przebywając średnio na parkiecie 26 minut. W rezultacie jego zdobycze punktowe powiększyły się ponad dwukrotnie, z 7,6 punktów w poprzednim sezonie do 15,6 w sezonie 1998/99. Bryant zazwyczaj występował dłużej, kiedy Lakers decydowali się na niską piątkę. Grał wtedy na pozycji niskiego skrzydłowego. Jego najlepszym wynikiem było 33 punktów zdobyte w meczu przeciwko Chicago Bulls. Po sezonie Bryant zajął drugie miejsce w głosowaniu na najlepszego rezerwowego. Został też wybrany do pierwszej piątki Konferencji Zachodniej na mecz gwiazd NBA i stał się jednocześnie najmłodszym graczem, który osiągnął to wyróżnienie. Oprócz niego na ten mecz zostało wybranych jego trzech kolegów z drużyny: Shaquille O’Neal, Nick Van Exel i Eddie Jones. Tym samym, pierwszy raz od roku 1983 czterech zawodników z jednej drużyny wzięło udział w Meczu Gwiazd. Młody zawodnik zakończył ten mecz z 18 punktami, więcej od niego zdobył jedynie Michael Jordan, który otrzymał tytuł MVP Meczu Gwiazd. Razem z Lisą Leslie wziął udział w sobotnim konkursie Nestlé Crunch All-Star 2ball podczas Weekendu Gwiazd. Bryant zakończył ten sezon ze średnią punktową 15,4, najwyższą spośród wszystkich rezerwowych ligi. W play-offach, Lakers po początkowych zwycięstwach 3-1 z Portland i 4-1 Seattle, przegrali w finale Konferencji Zachodniej 4-0 przeciwko Utah Jazz.
Po sezonie 1997/98 wyjściowy obrońca Lakers, Nick Van Exel, został wymieniony do Denver Nuggets, przez co Bryant startował w każdym meczu, skróconego przez lokaut, sezonu 1998/99. W trakcie sezonu podpisał przedłużenie kontraktu na 6 lat warte 70 milionów dolarów. Umowa ta zatrzymywała go w zespole Jeziorowców aż do końca sezonu 2003/04. Już wtedy zaczął być porównywany przez dziennikarzy do Michaela Jordana czy Magica Johnsona. W sezonie zdobywał 19,9 punktu i 3,8 asysty na mecz, grając średnio przez 37,9 minuty. Został wybrany do trzeciej piątki ligi. W play-offach, Lakers zostali pokonani w półfinale konferencji przez San Antonio Spurs.

### Three-peat (1999–2002)

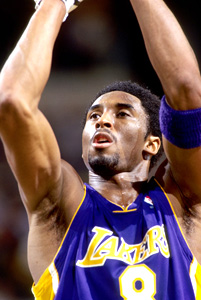
Bryant był w drużynie, która wygrała trzy mistrzostwa w latach 2000–2002

Po sezonie 1998/99 trenerem Jeziorowców został Phil Jackson, sześciokrotny mistrz NBA z Chicago Bulls. W przedsezonowym spotkaniu przeciwko Washington Wizards Bryant nabawił się kontuzji ręki, przez którą musiał opuścić pierwsze sześć tygodni rozgrywek. Po powrocie do składu, zaczynał wszystkie mecze w pierwszej piątce i poprawił swoje wyniki w każdej kategorii statystycznej. Przewodził w zespole pod względem asyst i przechwytów na mecz. Jego najlepszym wynikiem tamtego sezonu było 40 punktów, 10 zbiórek i 8 asyst zdobyte w spotkaniu przeciwko Sacramento Kings. Duet O’Neal-Bryant poprowadził Lakers do 67 wygranych w sezonie zasadniczym, wyrównując tym samym piąty najlepszy wynik w historii NBA. To spowodowało, że O’Neal został wybrany MVP rozgrywek, a Bryant dostał się do drugiej piątki ligi i pierwszej piątki najlepiej broniących, zostając tym samym najmłodszym zawodnikiem, który zdobył to wyróżnienie. Podczas Meczu Gwiazd, do którego Bryanta wybrano drugi raz z rzędu (brak meczu w 1999), zdobył 15 punktów i miał 3 asysty. Mimo grania drugich skrzypiec za swoim centrem w play-offach, obrońca Lakers miał kilka udanych występów, w tym 25 punktów, 11 zbiórek, 7 asyst i 4 bloki zdobyte w meczu nr 7 w Finałach Konferencji Zachodniej przeciwko Portland Trail Blazers. W drugiej kwarcie meczu nr 2 Finałów NBA przeciwko Indiana Pacers Bryant doznał kontuzji kostki, która wykluczyła go z meczu nr 3 serii. W tym pierwszym po kontuzji spotkaniu rzucający obrońca Lakers, zdobywając 8 punktów w dogrywce poprowadził swoją drużynę do zwycięstwa 120-118. Ostatecznie Lakers pokonali rywali 4-2, a Bryant zdobył swój pierwszy mistrzowski tytuł.
W sezonie 2000/01 Bryant rzutowo ponownie się poprawił, zdobywając średnio 28,5 punktu na mecz, o około 6 więcej niż w poprzednim sezonie. Po raz kolejny przewodził drużynie w asystach (5 na mecz). Był to pierwszy sezon, w którym zaczęły się nieporozumienia na linii Kobe-Shaq. Jednakże drużyna zakończyła rozgrywki z bilansem 56-26, o 11 mniej zwycięstw niż przed rokiem, i zajęła drugie miejsce w Konferencji Zachodniej. Mimo to, podczas play-offów Lakers pierwszej porażki doznali dopiero w pierwszym meczu finałów z Philadelphia 76ers po dogrywce, po wcześniejszym pokonaniu Trail Blazers, Kings i Spurs. Cztery kolejne spotkania przeciw 76ers zostały jednak wygrane przez zespół z Los Angeles, który zdobył drugie mistrzostwo z rzędu. Bryant został wybrany do drugiej piątki NBA oraz do drugiej piątki defensorów. Został też wybrany do pierwszej piątki podczas Meczu Gwiazd, w którym zdobył 19 punktów, 7 asyst i 4 zbiórki.
W sezonie 2001/02 zagrał w 80 spotkaniach sezonu zasadniczego, przebywając na parkiecie przez 38,3 minuty i osiągając statystyki zbliżone do poprzedniego roku: 25,2 punktów, 5,5 zbiórki, 5,5 asysty oraz 1,5 przechwytu na mecz. Jego celność rzutów z pola wynosiła 46,9%; jest to największy wskaźnik celności rzutów w karierze. Bryant po raz kolejny brał udział w Meczu Gwiazd, i został wybrany jego najlepszym zawodnikiem po zdobyciu 31 punktów, 5 zbiórek i 5 asyst. Dostał się do pierwszej piątki broniących oraz, po raz pierwszy w karierze, do pierwszej piątki NBA. Lakers zwyciężyli w tym sezonie 58 meczów i uplasowali się na drugim miejscu w Pacific Division, za rywalami z Sacramento Kings. Po pokonaniu 3-0 Portland Trail Blazers oraz 4-1 San Antonio Spurs, w finale konferencji Lakers zmierzyli się z Kings, po których stronie stała przewaga własnego parkietu. Pojedynek z drużyną z Sacramento przeciągnął się do 7 meczów; Lakers ostatecznie zwyciężyli w siódmym meczu po dogrywce 112 – 106 i awansowali do Finałów. Tam, w starciach z New Jersey Nets, pokonanych w czterech meczach, średnie Bryanta wynosiły 26,8 punktów, 51,4% celności z pola, 5,8 zbiórki i 5,3 asysty. W wieku 23 lat Bryant został najmłodszym zdobywcą trzech tytułów mistrzowskich. Gra obrońcy Lakers w czwartych kwartach była często dostrzegana i chwalona, zwłaszcza w dwóch ostatnich rundach play-offów.

### Blisko mistrzostwa (2002–2004)

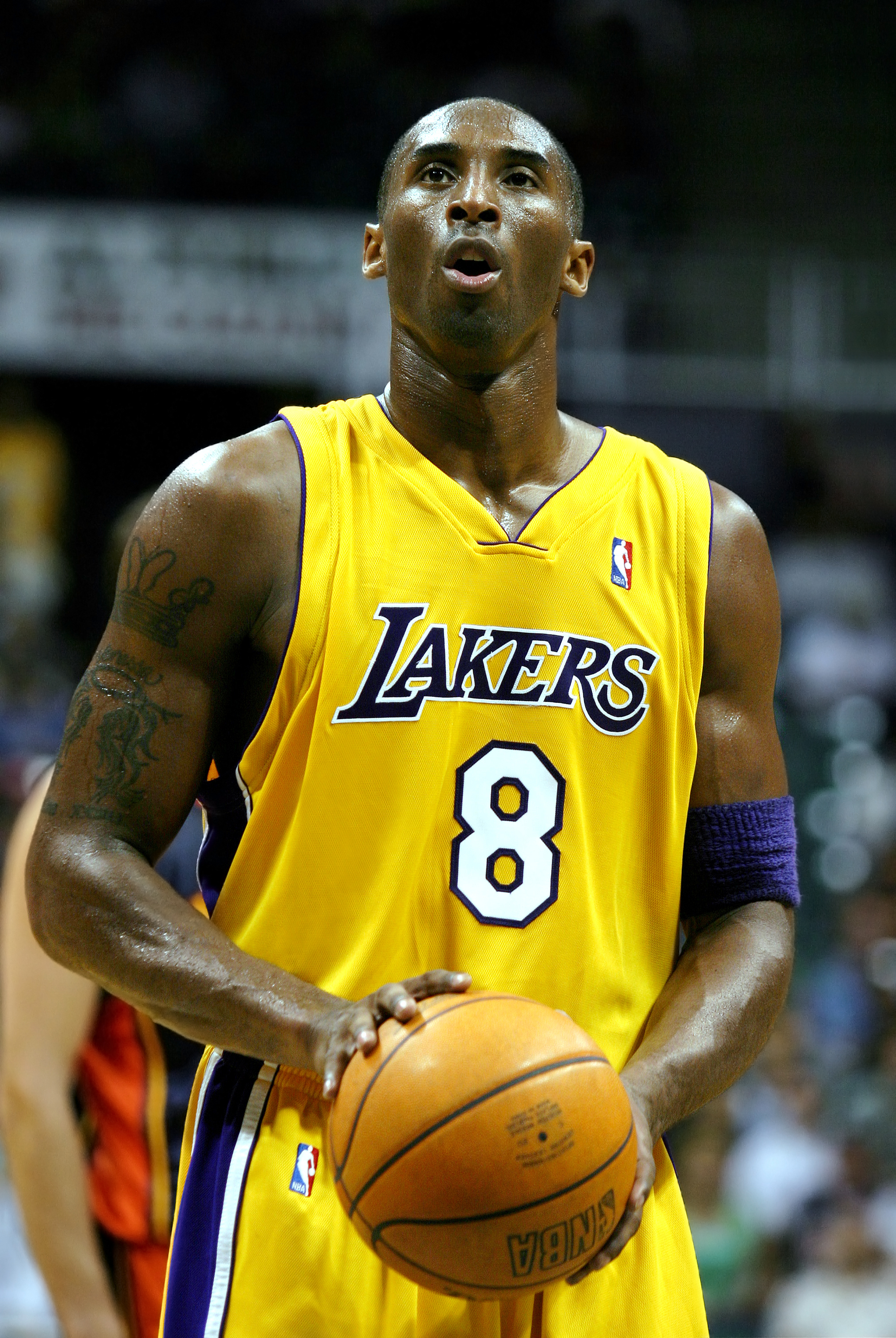
Bryant przygotowuje się do rzutu osobistego (2005)

W sezonie 2002/03 Bryant zdobywał średnio 30 punktów na mecz. W dodatku osiągał też statystyki na poziomie 6,9 zbiórki, 5,9 asysty i 2,2 przechwyty. 7 stycznia 2003, w meczu przeciwko Seattle SuperSonics Bryant ustanowił rekord NBA pod względem celnych rzutów trzypunktowych w meczu, rzucając ich dwanaście (rekord pobity później przez Klaya Thompsona). W lutym zaliczył serię dziewięciu kolejnych meczów, w których zdobywał 40 lub więcej punktów, a jego średnia z tego miesiąca wynosiła 40,6 punktów na mecz. Po raz kolejny został wybrany do pierwszych składów All-NBA i All-Defensive, a w głosowaniu na MVP zajął trzecie miejsce, za Timem Duncanem i Kevinem Garnettem. Lakers ukończyli sezon z bilansem 50-32, jednakże po wcześniejszym pokonaniu Minnesoty, zostali wyeliminowani przez późniejszych mistrzów, prowadzonych przez Duncana San Antonio Spurs 4-2.
Przed następnym sezonem, 2003/04, Lakers sprowadzili Karla Malone oraz Gary’ego Paytona, aby kolejny raz zdobyć mistrzostwo. Jeszcze przed rozpoczęciem sezonu Bryant został aresztowany za napaść na tle seksualnym. Spowodowało to, że rzucający obrońca Lakers opuścił kilkanaście meczów, aby pojawiać się w sądzie na rozprawach. W ostatnim meczu sezonu zasadniczego, przeciwko Portland Trail Blazers, Bryant rzucił dwa buzzer beatery, które przyczyniły się do wygrania meczu, jak i Dywizji Pacyfiku. W końcówce czwartej kwarty Bryant rzucił „trójkę”, która doprowadziła do remisu i do dogrywki. Po pierwszej dogrywce nie było rozstrzygnięcia, a w drugiej Bryant kolejnym rzutem trzypunktowym, równo z syreną, dał zwycięstwo 105-104. W play-offach Lakers ponownie dotarli do finałów, w których zmierzyli się z Detroit Pistons. Zostali przez nich pokonani w pięciu meczach. W tej serii Bryant zdobywał średnio 22,6 punktów i 4,4 asysty ze skutecznością 38,1% z pola. Po tej porażce w Lakers doszło do sporych zmian. Kontrakt Phila Jacksona nie został przedłużony, a jego miejsce zajął Rudy Tomjanovich. Shaquille O’Neal został wymieniony do Miami Heat za Lamara Odoma, Carona Butlera i Briana Granta. Dzień później Bryant odrzucił ofertę Los Angeles Clippers i podpisał nowy, siedmioletni kontrakt z Lakers.

### Rozczarowania w play-offach (2004–2007)

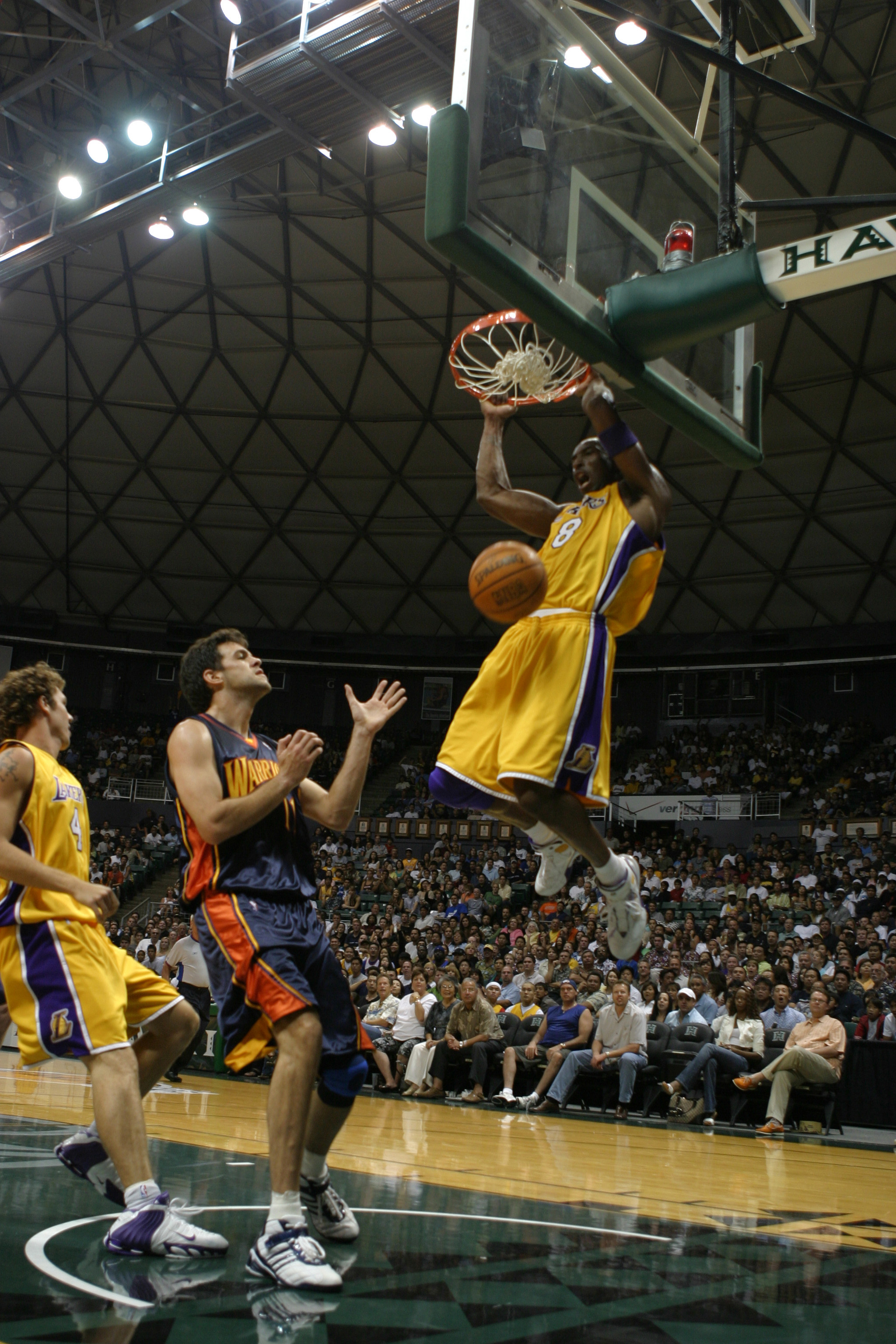
Bryant wykonuje wsad przeciwko Warriors

W sezonie 2004/05 Bryant był często krytykowany za to co wydarzyło się w poprzednim sezonie. W książce Phila Jacksona, „The Last Season: A Team in Search of Its Soul”, napisanej po sezonie 2003/04 można było znaleźć wiele krytyki skierowanej w stronę obrońcy Lakers. Jackson określił Bryanta jako zawodnika nietrenowalnego („uncoachable”). W trakcie sezonu z funkcji trenera zrezygnował Rudy Tomjanovich. Ciężar kierowania drużyną do końca sezonu spadł na dotychczasowego asystenta Franka Hamblena. Mimo iż Bryant uzyskał drugą średnią punktową w lidze (27,6), Lakers osiągnęli wynik 34-48 i nie awansowali do play-offów. Bryant, pomimo statystycznie dobrego roku, dostał się jedynie do trzeciej piątki ligi. W trakcie sezonu Bryant wdał się w spory z Rayem Allenem i Karlem Malone.
Przed sezonem 2005/06 na ławkę trenerską Lakers powrócił Phil Jackson. Jackson i Bryant dobrze współpracowali, a Lakers powrócili do play-offów. 20 grudnia 2005, w meczu przeciwko Dallas Mavericks w trzy kwarty zdobył 62 punkty. Przed czwartą kwartą jego zdobycz punktowa przewyższała łączną liczbę punktów Mavericks 62-61; Bryant dokonał tego jako jedyny zawodnik od czasu wprowadzenia 24-sekundowego zegara. Kiedy Lakers podejmowali Miami Heat 18 stycznia 2006, Bryant i Shaquille O’Neal uścisnęli swoje dłonie i zakończyli swój spór.
22 stycznia 2006 r. Bryant w meczu z Toronto Raptors zdobył 81 punktów i ustanowił swój rekord kariery. Pobił tym samym poprzedni rekord Lakers Elgina Baylora, który zanotował 71 punktów. 81 punktów to także drugi wynik w historii NBA, jedynie za 100-punktowym występem Wilta Chamberlaina. W tym samym miesiącu został pierwszym zawodnikiem od 1964 roku, który zdobywał 45+ punktów w czterech kolejnych spotkaniach; dołączył tym samym do Baylora i Chamberlaina, którzy osiągnęli podobny rezultat. Jego średnia punktowa ze stycznia wyniosła 43,4, była to ósma najwyższa średnia miesięczna w historii i najwyższa dla gracza innego niż Wilt Chamberlain. Przez cały sezon Bryant ustanowił dwa rekordy zespołu: liczba 40+ punktowych meczów (27) i liczba punktów zdobyta w jednym sezonie (2832). Po raz pierwszy przewodził lidze pod względem punktów (średnia 35,4). W głosowaniu na najlepszego zawodnika rozgrywek Bryant zajął czwarte miejsce, za Steve’em Nashem, LeBronem Jamesem i Dirkiem Nowitzkim. Los Angeles Lakers zanotowali w tym sezonie rezultat 45-37 i awansowali do fazy posezonowej z siódmego miejsca.
W pierwszej rundzie play-offów, Lakers grali wystarczająco dobrze, by w serii z Phoenix Suns objąć prowadzenie 3-1. W czwartym meczu tej serii, Bryant najpierw oddał rzut, który doprowadził do dogrywki, a w niej kolejny, który dał zwycięstwo Jeziorowcom. Lakers, którzy byli bliscy pokonania Suns w meczu nr 6, ostatecznie przegrali po dogrywce 126-118, mimo 50 punktów Bryanta. Mimo 27,9 punktów Bryanta w tej serii, Lakers ostatecznie przegrali w siedmiu meczach. Fala krytyki spadła na Bryanta za oddanie zaledwie trzech rzutów w drugiej połowie przegranego 90-121 meczu nr 7.
W trakcie sezonu 2005/06, Bryant poinformował, że chce zmienić numer na koszulce z dotychczasowego 8 na 24. Jego pierwszym numerem w szkole średniej było 24, zanim zmienił go na 33. Po skończeniu sezonu przez Lakers, Bryant powiedział w stacji TNT, że chciał nosić 24 już w swoim debiutanckim sezonie, jednak był on niedostępny, tak samo jak numer 33, zastrzeżony przez Lakers dla Kareem Abdul-Jabbara. Bryant, który nosił #143 na campie Adidas ABCD wybrał 8 przez dodanie cyfr. Po sezonie, Bryant przeszedł operację kolana, która uniemożliwiła mu wzięcie udziału w Mistrzostwach Świata 2006.
W sezonie 2006/07 Bryant po raz dziewiąty został wybrany do występu w Meczu Gwiazd i 18 lutego, po zanotowaniu 31 punktów, 6 asyst i 6 przechwytów, zdobył drugą w karierze nagrodę dla najlepszego gracza All-Star Game. Podczas Weekendu Gwiazd wziął też udział w Skills Challenge, gdzie zajął drugie miejsce. W trakcie sezonu Bryant miał udział w kilka boiskowych wypadków. 28 stycznia, podczas rzutu mogącego potencjalnie dać zwycięstwo Lakers, opuścił swoją rękę i uderzył łokciem Manu Ginóbiliego w twarz. Po przejrzeniu wypadku przez ligę, Bryant został zawieszony na jeden mecz. Podstawą na wymierzenie kary był „nienaturalny ruch”, który wykonał obrońca Lakers. 6 marca, wykonał podobny ruch, tym razem uderzony został gracz Minnesoty Timberwolves, Marko Jarić. Władze ligi ponownie zawiesiły Bryanta na jeden mecz. W swoim pierwszym meczu po zawieszeniu, 9 marca, uderzył łokciem w twarz Kyle’a Korvera, co zostało zaklasyfikowane jako flagrant faul pierwszego stopnia.
16 marca 2007, Bryant zdobył 65 punktów przeciwko Portland Trail Blazers, co pomogło Lakers przerwać serię siedmiu porażek z rzędu. Był to drugi najlepszy wynik w jego 11-letniej karierze. W kolejnym meczu zdobył 50 punktów przeciwko Timberwolves, po czym zdobył 60 punktów w wyjazdowym zwycięstwie z Memphis Grizzlies. Został tym samym drugim Jeziorowcem, z trzema 50+ punktowymi występami z rzędu. Ostatni raz w NBA osiągnął to Michael Jordan w 1987 roku. Inny zawodnik Los Angeles Lakers, Elgin Baylor dokonał tego w trzech kolejnych meczach w grudniu 1962. Następnego dnia, w meczu przeciwko New Orleans Hornets, Bryant rzucił 50 punktów, stając się drugim zawodnikiem w historii NBA, który zdobył 50+ punktów w czterech kolejnych występach. Innym jest Wilt Chamberlain, który dwukrotnie miał serię siedmiu takich meczów. Bryant w całym sezonie miał 10 występów 50 lub więcej punktowych, zostając jedynym zawodnikiem poza Chamberlainem w latach 1961–1962 i 1962-63, który uczynił to w jednym sezonie. Ze średnią 31,6 został też po raz drugi najlepszym strzelcem ligi. W trakcie sezonu 2006/07 koszulka Bryanta stała się najlepiej sprzedającą w Stanach Zjednoczonych i w Chinach. W play-offach 2007, Lakers zostali ponownie pokonani przez Phoenix Suns 4-1.

### MVP (2007–2008)

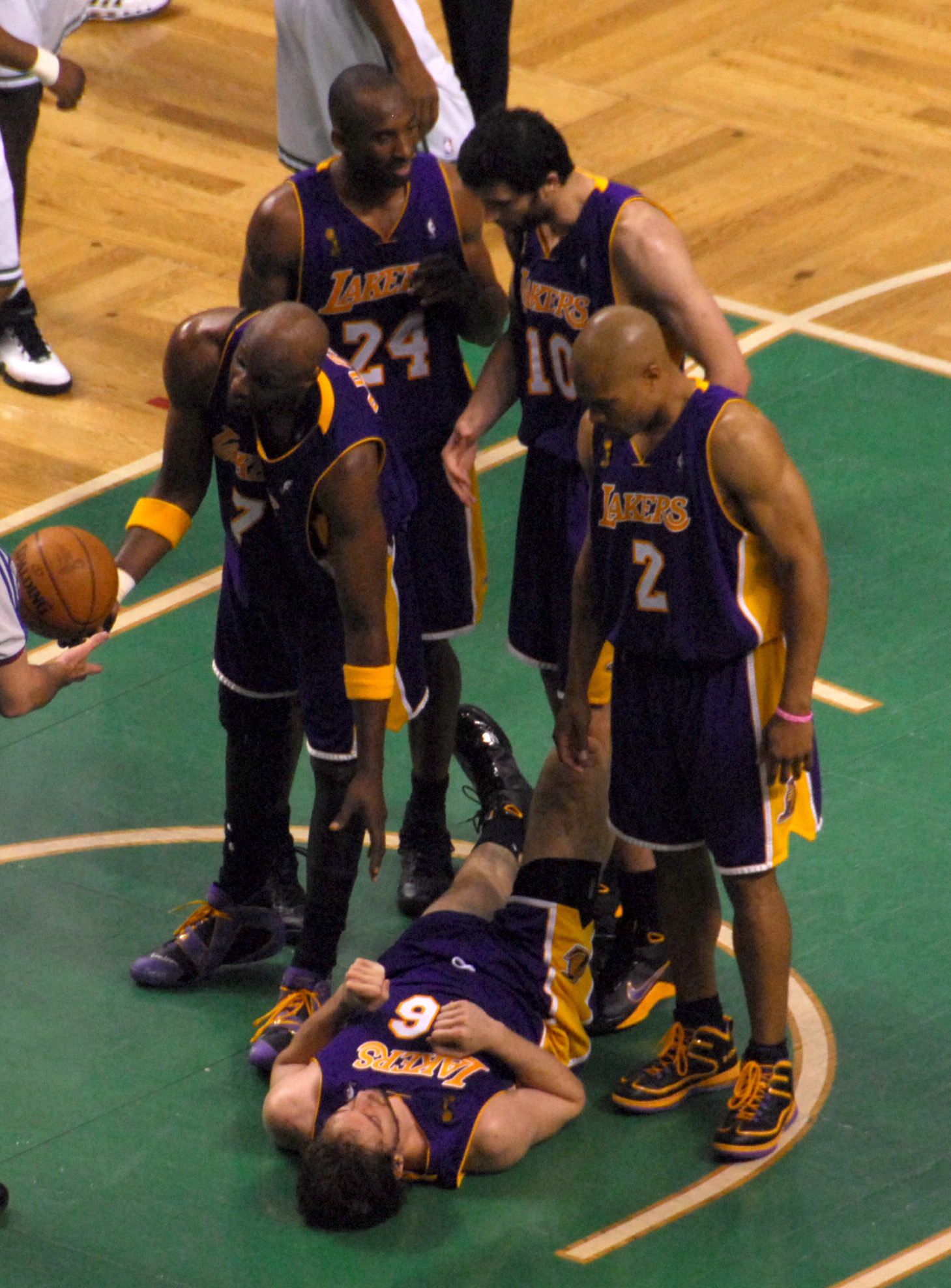
Lakers przegrali w meczu nr 6 Finałów 2008 z Boston Celtics

27 maja 2007 ESPN powiadomiło, że Bryant chce zostać wytransferowany, jeśli Jerry West nie powróci do organizacji. Bryant później potwierdził swoją chęć powrotu Westa do Lakers, jednak zaprzeczył temu, że chce zostać wytransferowany, gdy to nie nastąpi. Wszelako trzy dni później, w programie radiowym Stephena A. Smitha, Bryant wyraził swoją złość na poufnego człowieka organizacji, który twierdził, że to Bryant jest winny odejścia Shaquille’a O’Neala z zespołu, i publicznie ogłosił, że chce być wymieniony. Trzy godziny po tym oświadczeniu, w innym wywiadzie, Bryant powiadomił, że po rozmowie z trenerem Philem Jacksonem, rozważył swoją decyzję i cofnął prośbę o wymianę. Potem obrońca Lakers został ukazany na amatorskim filmie, mówiąc, że Andrew Bynum powinien zostać wymieniony za All-Stara Jasona Kidda.
23 grudnia 2007, przeciwko New York Knicks w Madison Square Garden, Bryant został najmłodszym zawodnikiem (29 lat, 122 dni), który zdobył 20 000 punktów w karierze. Mimo kontuzji małego palca rzucającej ręki, której nabawił się w meczu 5 lutego 2008, Bryant rozegrał wszystkie 82 spotkania sezonu regularnego, zamiast poddać się operacji. Odnośnie do swojej kontuzji powiedział: „Chciałbym odroczyć jakiekolwiek operacje, zanim skończy się sezon oraz tegoroczne igrzyska olimpijskie. Ale jest to kontuzja, którą ja i sztab medyczny Lakers będziemy obserwować dzień po dniu”. Z powodu tego urazu, Bryant zagrał zaledwie trzy minuty podczas Meczu Gwiazd 2008, nie zdobywając ani jednego punktu. Kontuzja palca uniemożliwiła mu również wzięcie udziału w konkursie rzutów trzypunktowych podczas Weekendu Gwiazd; jego miejsce zajął Dirk Nowitzki z Dallas Mavericks. We wrześniu 2008 Bryant zdecydował się nie przeprowadzać operacji.
1 lutego 2008, do zespołu przeszedł z Memphis Grizzlies Pau Gasol, razem z wyborem w drugiej rundzie draftu 2010, w zamian za Kwame Browna, Javarisa Crittentona, Aarona McKie, prawa do Marca Gasola (młodszego brata Pau) i wybory w draftach 2008 i 2010. 6 maja 2008 Bryant został najbardziej wartościowym zawodnikiem sezonu 2007/08, po raz pierwszy w karierze. Bryant powiedział: „To była długa droga. Jestem dumny, że reprezentuję tę organizację, że reprezentuje to miasto”. Jerry West, który był obecny na wręczaniu statuetki MVP, powiedział: „Kobe zasłużył na to. Miał kolejny znakomity sezon. To w ogóle mnie nie zaskoczyło”. W dodatku, Bryant jako jedyny został jednogłośnie wybrany do All-NBA Team. Była to jego szósta selekcja do pierwszej piątki NBA. Dostał się też do pierwszej piątki defensorów, po raz ósmy w karierze.
Lakers z wynikiem 57-25 zakończyli sezon zasadniczy na pierwszym miejscu w konferencji. W pierwszej rundzie łatwo pokonali Denver Nuggets w czterech meczach. W spotkaniu nr 1 Bryant zdobył 18 ze swoich 32 punktów w ostatnich ośmiu minutach i utrzymywał Los Angeles z bezpieczną przewagą. W pierwszym meczu kolejnej serii, z Utah Jazz, Bryant zdobył 38 punktów i pomógł drużynie wygrać z rywalami z Salt Lake City. Lakers wygrali kolejne spotkanie, lecz w meczach 3 i 4 musieli uznać wyższość rywali, nawet mimo Bryanta zdobywającego odpowiednio 34 i 33 punktów. Lakers wygrali dwa kolejne spotkania, by w Finale Konferencji Zachodniej spotkać się z San Antonio Spurs. Lakers pokonali Ostrogi w pięciu meczach. W ostatnim meczu tej serii, Bryant 17 z 39 punktów, zdobył w czwartej kwarcie. Tym samym Bryant po raz piąty dotarł do finałów NBA i po raz pierwszy bez pomocy Shaquille’a O’Neala. W Finałach Lakers zostali jednak pokonani w sześciu meczach przez Boston Celtics.

### Repeat (2008–2010)

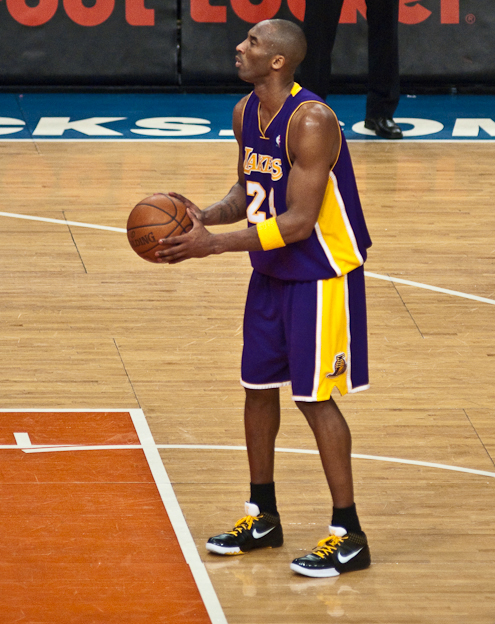
Bryant z 61 punktami ustanowił rekord hali Madison Square Garden

Sezonu 2008/09 Lakers rozpoczęli od wygrania pierwszych siedmiu meczów. Bryant poprowadził drużynę do wyrównania najlepszego startu w historii organizacji po tym, jak osiągnęli wynik 17-2, a w połowie grudnia bilans ten wynosił 21-3. W grudniu i styczniu został wybrany Graczem Miesiąca swojej konferencji. Po raz jedenasty z rzędu został też wybrany do pierwszej piątki Zachodu w All-Star Game. 2 lutego 2009, przeciwko New York Knicks, Bryant rzucił 61 punktów, ustanawiając tym samym rekord w tym względzie hali Madison Square Garden (rekord pobity przez Carmelo Anthony’ego). Podczas Meczu Gwiazd 2009, Bryant, po uzbieraniu 27 punktów, 4 asyst, 4 zbiórek i 4 przechwytów, został nagrodzony statuetką MVP tego spotkania, razem z Shaquillem O’Nealem. Lakers zakończyli sezon z rezultatem 65-17 i po raz kolejny zostali rozstawieni z numerem 1 na Zachodzie. Bryant zajął drugie miejsce w głosowaniu na MVP sezonu, zaraz za LeBronem Jamesem. Został też wybrany do pierwszych piątek All-NBA Team i All-Defensive.
W play-offach, Lakers po pokonaniu w pięciu grach Utah Jazz, potrzebowali aż siedmiu spotkań, by zwyciężyć Houston Rockets i dostać się do finału Konferencji Zachodniej. Tam czekali na nich Denver Nuggets, z którymi uporali się w sześciu spotkaniach i drugi raz z rzędu awansowali do Finałów NBA. Zmierzyli się tam z mistrzami Konferencji Wschodniej, Orlando Magic i pokonali ich 4-1. Bryant, oprócz zdobycia swojego czwartego pierścienia mistrzowskiego, został nagrodzony poprzez otrzymanie pierwszego w karierze tytułu MVP Finałów. Jego średnie z serii z Orlando wynosiły 32,4 punktu, 7,4 asysty, 5,6 zbiórki, 1,4 przechwytu i 1,4 bloku na mecz. Został pierwszym zawodnikiem od czasów Jerry’ego Westa, który w finale uzyskiwał średnie na poziomie 32,4 punktu i 7,4 asysty oraz pierwszym od Michaela Jordana, który miał średnie 30 punktów, 5 asyst i 5 zbiórek w drużynie która zdobyła mistrzostwo. W całych play-offach 2009, Bryant miał cztery występy z 40+ punktami, w tym 40 punktowy w meczu nr 1 serii z Magic, co jest jego rekordem rzutowym Finałów NBA.

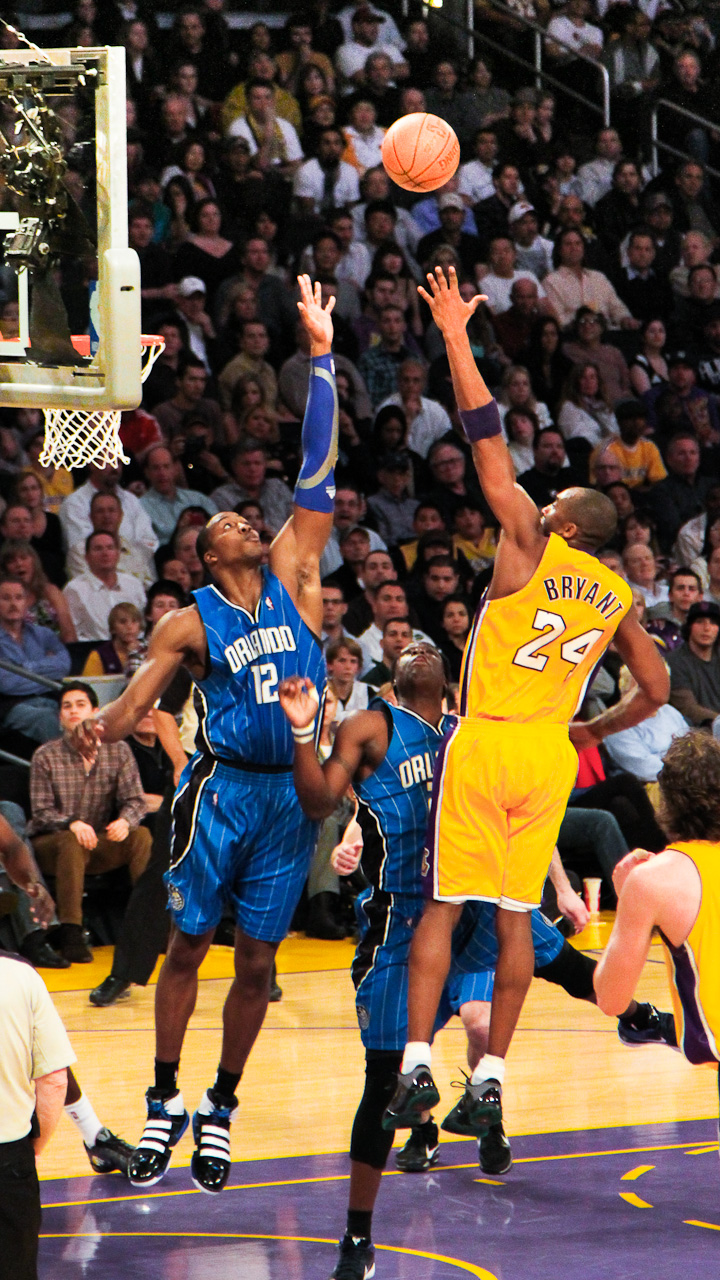
Bryant rzuca ponad Dwightem Howardem

W trakcie rozgrywek 2009/10, Bryant oddał sześć game-winnerów w tym rzut trzypunktowy z odchylenia, wybijając się z jednej nogi, przeciwko Miami Heat, 4 grudnia 2009. Bryant powiedział, że był to jeden z najszczęśliwszych rzutów, jaki kiedykolwiek trafił. Tydzień później, w spotkaniu z Minnesotą Timberwolves, Bryant nabawił się kontuzji wskazującego palca rzucającej ręki. Mimo to, rzucający obrońca Lakers zdecydował się grać z tym urazem, niż odpuścić kilka spotkań i dać odpocząć ręce. Pięć dni po nabawieniu się kontuzji, oddał kolejny zwycięski rzut, tym razem w dogrywce meczu z Milwaukee Bucks. Bryant dodatkowo został najmłodszym zawodnikiem (31 lat, 151 dni), który zdobył 25 000 punktów, prześcigając Wilta Chamberlaina. Przeciwko Sacramento Kings, 1 stycznia 2010, Bryant oddał kolejny zwycięski rzut trzypunktowy, po czym w starciu z Boston Celtics, 31 stycznia, przesądził o zwycięstwie Jeziorowców 90-89. Następnego dnia, prześcignął Jerry’ego Westa i stał się najlepszym strzelcem w historii Los Angeles Lakers. Zmuszony był opuścić 5 meczów z powodu kontuzji kostki. W pierwszym występie po odpoczynku, oddał kolejnego game-winnera, tym razem przeciwko Memphis Grizzlies. Dwa tygodnie później, na sekundy przed końcem spotkania z Toronto Raptors po raz szósty w sezonie zapewnił swojej drużynie zwycięstwo.
2 kwietnia 2010 Bryant podpisał przedłużenie kontraktu o kolejne 3 lata, o wartości 87 milionów dolarów. Bryant zakończył sezon opuszczając 4 z ostatnich 5 spotkań, z powodu kontuzji kolana oraz palca ręki rzucającej. Lakers, już z nim w składzie, zaczęli play-offy starciem z rozstawionymi z nr 8 Oklahoma City Thunder. Seria po 6 meczach zakończyła się zwycięstwem Lakers, którzy w następnej rundzie ponownie natknęli się na zespół Utah Jazz, pokonując ich 4-0. W finałach Konferencji Zachodu Jeziorowcy stoczyli wygrany, sześciomeczowy bój z Phoenix Suns. W meczu nr 2 tej serii, Bryant ustanowił swój rekord play-offów co do asyst, rozdając ich 13, najwięcej jako gracz Lakers od występu Magica Johnsona w 1996. W Finałach NBA, określanych często jako rewanż za finały 2008, Lakers zmierzyli się ponownie z Boston Celtics. Aby wyłonić zwycięzcę tego starcia, potrzebne było 7 meczów. W ostatnim spotkaniu, Bryant, mimo słabej skuteczności (6 na 24 z pola), poprowadził swój zespół do odrobienia nawet 13 punktowej straty i wygrania meczu; 10 ze swoich 23 punktów zdobył w czwartej kwarcie, ponadto miał 15 zbiórek. Kobe wygrał swoje piąte mistrzostwo oraz zdobył drugą z rzędu nagrodę dla MVP finałów. Po meczu powiedział, że jest to najbardziej satysfakcjonujący z jego wszystkich pięciu tytułów.

### W drodze po szóste mistrzostwo (2010–2013)
Lakers zaczęli sezon 2010/11 wygrywając swoich osiem pierwszych meczów. W dziewiątym, przeciwko Denver Nuggets, Bryant został najmłodszym zawodnikiem, który zdobył 26 000 punktów w karierze. 30 stycznia, w meczu z Celtics, zdobył swój 27 000 punkt, pobijając kolejny rekord. Dwa dni później, rozdając 10 asyst w starciu z Rockets, dołączył do grona siedmiu graczy, którzy w karierze osiągali przynajmniej 25 tys. punktów, i po 5000 zbiórek i asyst. Bryant po raz 13 z rzędu został wybrany do pierwszej piątki Zachodu na Mecz Gwiazd, który miał się odbyć w Los Angeles. W samym meczu Bryant zdobył 37 punktów, 14 zbiórek i trzy przechwyty, pomagając Zachodowi wygrać to spotkanie, i po raz czwarty został wybrany MVP All-Star Game. Zrównał się tym samym z Bobem Pettitem, który też miał 4 takie nagrody. W trakcie sezonu, Bryant przesunął się z 12 na 6 miejsce na liście najlepszych strzelców NBA, wyprzedzając Johna Havlicka, Dominique’a Wilkinsa, Oscara Robertsona, Hakeema Olajuwona, Elvina Hayesa oraz Mosesa Malone. Zakończył sezon, oddając średnio mniej niż 20 rzutów na mecz, najmniej od sezonu 2003/04.

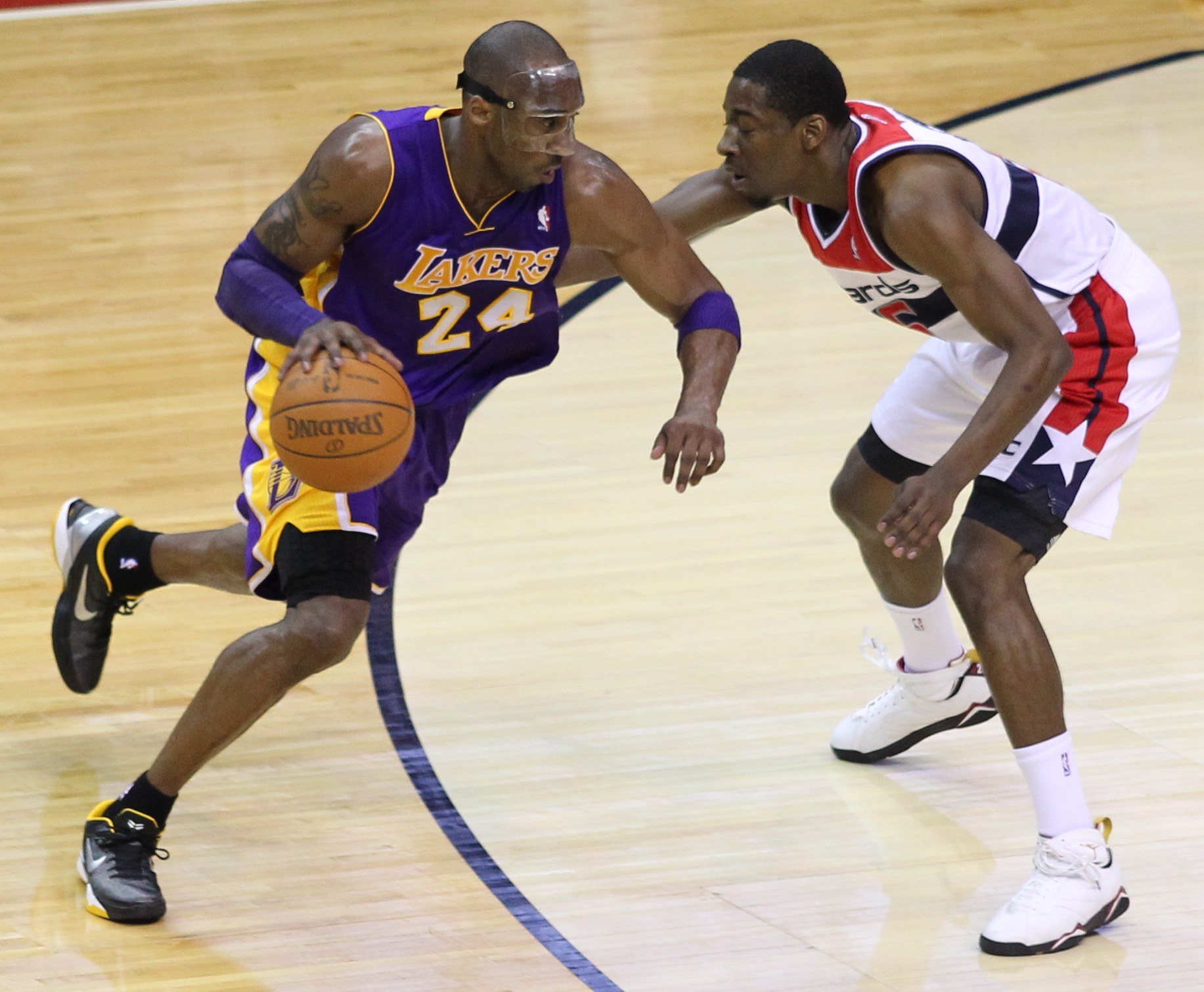
Bryant mija Jordana Crawforda z Wizards

13 kwietnia 2011, Bryant został ukarany grzywną w wysokości 100 tysięcy dolarów przez NBA, za obrażenie arbitra Beenie Adamsa przez użycie określeń ubliżających społecznościom gejowskim. Bryant później przeprosił za swoje zachowanie oraz wyjaśnił, że wypowiedział te słowa pod wpływem frustracji za otrzymanie faulu technicznego.
Lakers zakończyli sezon na drugim miejscu w konferencji. W pierwszej rundzie play-offów, Lakers spotkali się z New Orleans Hornets i pokonali ich 4-2. Jednak ich droga po kolejne mistrzostwo została przerwana w kolejnej rundzie przez przyszłych mistrzów, Dallas Mavericks, którzy pokonali ich 4-0.

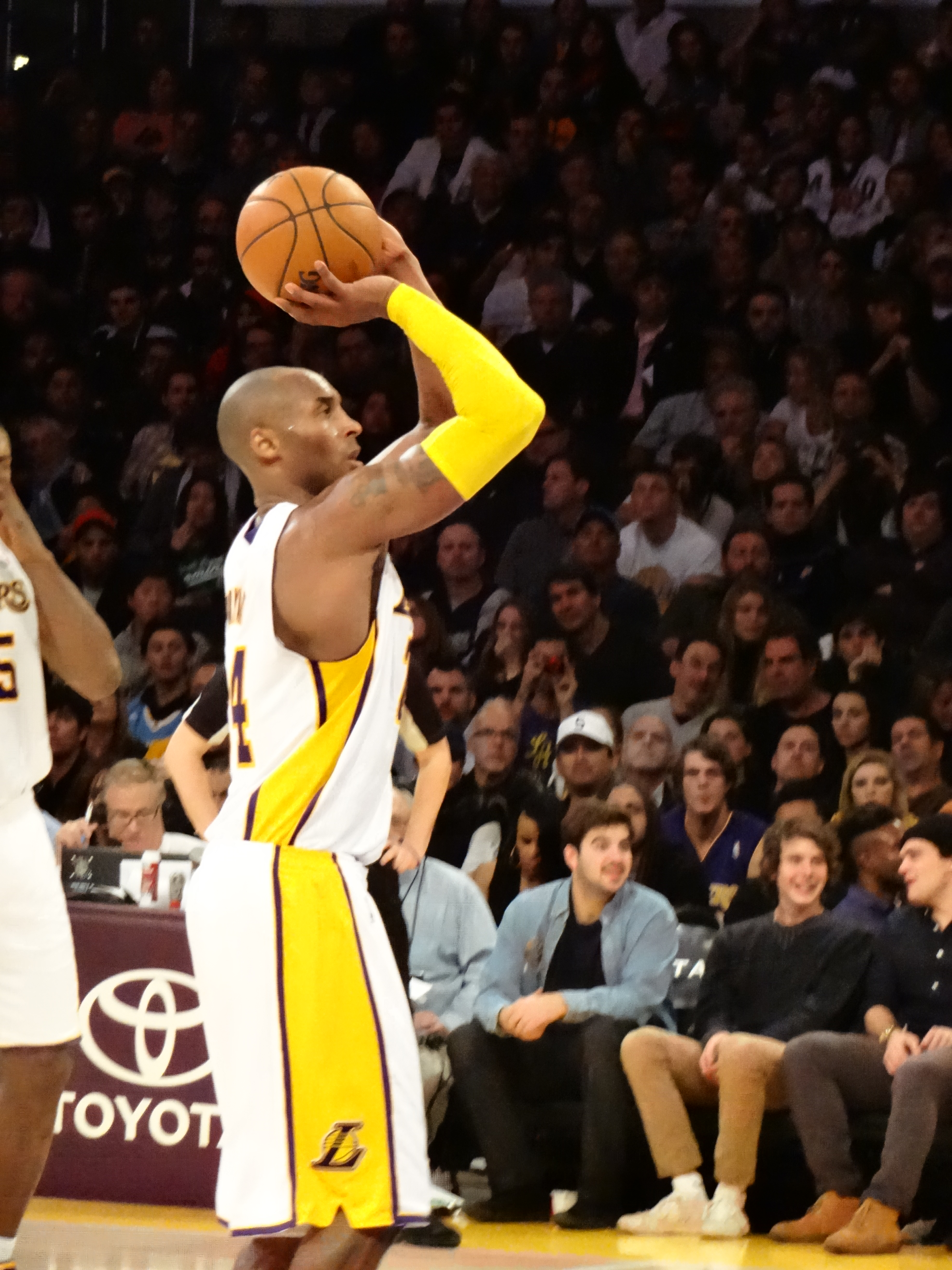
Bryant wykonujący rzut wolny

W przerwie międzysezonowej, Bryant przeszedł w Niemczech zabiegi na kolano oraz kostkę, które miały mu pomóc odzyskać pełną sprawność. Ze stanowiska trenera odszedł Phil Jackson, a został zastąpiony przez Mike’a Browna. W związku z zablokowaną przez Davida Sterna wymianą Chrisa Paula do Lakers, z zespołu odszedł też najlepszy rezerwowy poprzedniego sezonu, Lamar Odom. W meczu przedsezonowym, przeciwko Los Angeles Clippers, Kobe nabawił się kontuzji nadgarstka, jednak mimo tego rozpoczął sezon w pierwszej piątce. 10 stycznia 2012, Bryant zdobył 48 punktów przeciwko Suns, najwięcej przez jakiegokolwiek zawodnika będącego w swoim 16 sezonie gry. „Całkiem nieźle jak na siódmego najlepszego gracza ligi”, powiedział po spotkaniu, odwołując się do rankingu ESPN. W kolejnych trzech spotkaniach zdobywał odpowiednio po 40, 42 i 42 punkty. Po raz szósty w karierze zdobywał 40+ punktów w czterech kolejnych spotkaniach, ustępując tylko Wiltowi Chamberlainowi, który miał takich serii aż 19. 6 lutego, w meczu przeciwko Philadelphia 76ers, Bryant, zdobywając 28 punktów, prześcignął Shaquille’a O’Neala na liście najlepszych strzelców w historii NBA, zajmując piąte miejsce. Podczas All-Star Game 2012, Bryant zdobywając 27 punktów został najlepszym strzelcem w meczach gwiazd, przeganiając Michaela Jordana. W trzeciej kwarcie Braynt złamał nos na skutek faulu Dwyane’a Wade’a, przez co w kilku kolejnych meczach musiał grać ze specjalną ochronną maską. W kwietniu 2012 opuścił siedem meczów w związku z kontuzją podudzia. Bryant zakończył sezon na drugim miejscu pod względem średniej zdobywanych punktów, ustępując Kevinowi Durantowi, który go wyprzedził w końcówce sezonu.
Lakers, po zakończeniu sezonu na trzecim miejscu, natrafili w pierwszej rundzie na Denver Nuggets. Po czterech meczach, prowadząc 3-1, Lakers przegrali kolejne dwa, wyrównując stan serii 3-3. Zdołali jednak wygrać mecz nr 7 i awansowali do półfinałów Konferencji Zachodniej, gdzie czekali na nich Oklahoma City Thunder. Mimo bardzo dobrej postawy Bryanta, który w tej serii zdobywał średnio 31,2 punktu na mecz, Lakers udało się ostatecznie wygrać tylko jedno spotkanie, odpadając ponownie w drugiej rundzie play-offów.

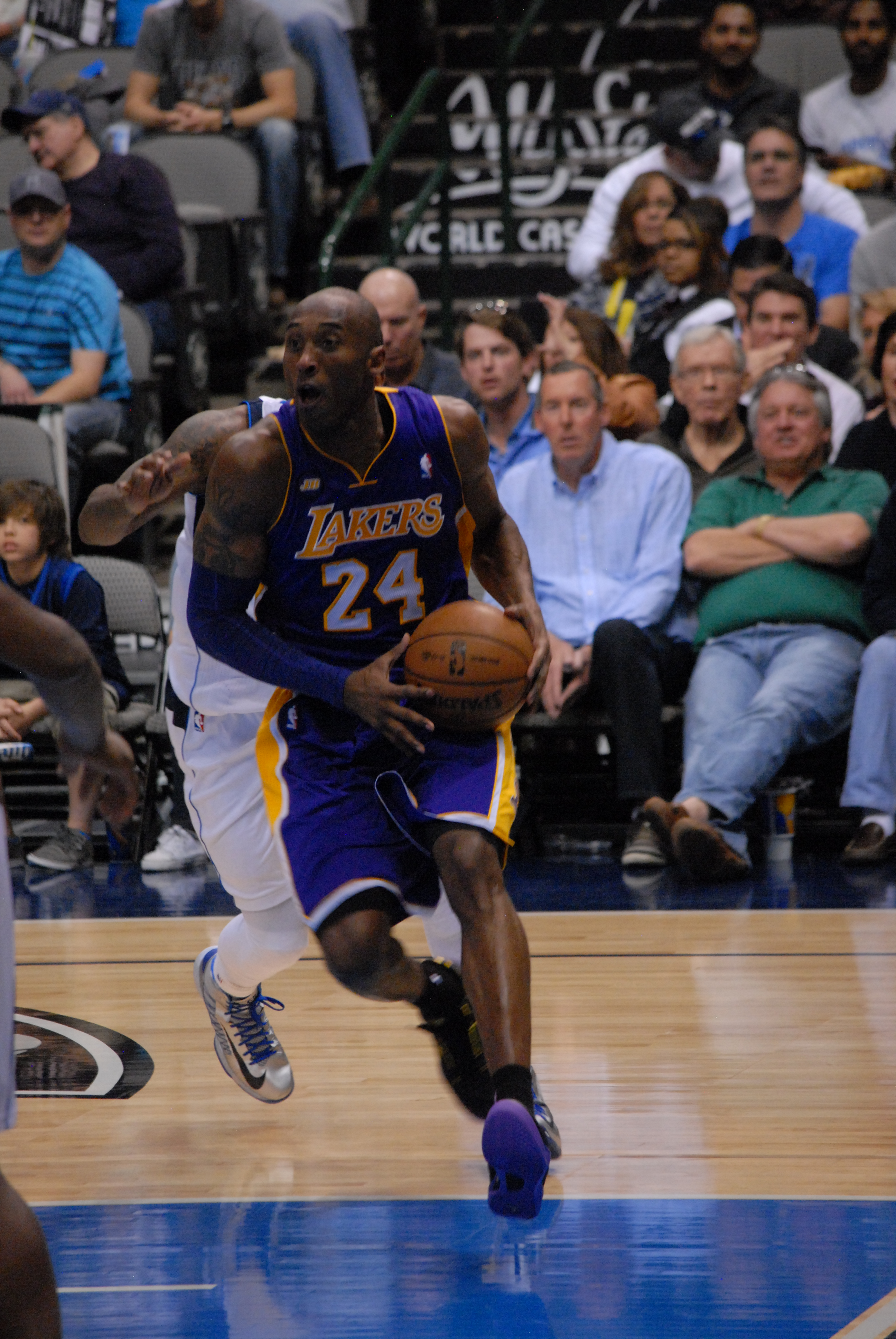
Bryant wchodzący pod kosz w meczu z Mavericks w 2013

Przed sezonem 2012/13 do Lakers, w ramach wymiany, dołączył Dwight Howard. Podpisano też kontrakt z dwukrotnym MVP, rozgrywającym Steve’em Nashem. Po pierwszych pięciu spotkaniach, z których drużyna z Los Angeles wygrała tylko jedno, zwolniony został trener Mike Brown, a na jego miejsce wybrano Mike’a D’Antoniego. 2 listopada 2012, przeciwko Los Angeles Clippers, Bryant zdobył 40 punktów i miał 2 przechwyty. Prześcignął tym samym Magica Johnsona i został najlepszym przechwytującym w historii Lakers. 5 grudnia, w spotkaniu z New Orleans Hornets Bryant został najmłodszym zawodnikiem (34 lata i 104 dni), który zdobył 30 000 punktów w karierze. W grudniu 2012 Bryant zaliczył 10 spotkań z rzędu, w których zdobywał 30 i więcej punktów; jest to najdłuższa seria takich meczów dla zawodnika, który ukończył 34 lata. Kolejny rok z rzędu został wybrany do pierwszej piątki na Mecz Gwiazd NBA.
Po rozczarowującym starcie z bilansem 17-25, Bryant został przesunięty na pozycję rozgrywającego, a Steve Nash odsunął się od piłki i został bardziej strzelcem dystansowym niż rozgrywającym. W trzech kolejnych zwycięstwach Bryant notował co najmniej 10 asyst; w każdym z nich był blisko zanotowania triple-double: dwa razy miał dziewięć zbiórek, a raz osiem. 30 marca, w meczu z Sacramento Kings, Bryant prześcignął Wilta Chamberlaina i został czwartym zawodnikiem w historii NBA pod względem liczby zdobytych punktów. Pod koniec sezonu zasadniczego, z Lakers walczącymi o ósme, ostatnie miejsce w play-offach, liczba minut Bryanta znacząco wzrosła. W kwietniu 2013, średnio grał po 45,2 minuty na mecz – jest to najwyższy miesięczny wynik w jego całej karierze. 10 kwietnia, grając przez całe 48 minut, Bryant został pierwszym zawodnikiem w historii ligi, który zdobył 47 punktów, 8 zbiórek, 5 asyst, 4 bloki i 3 przechwyty.
12 kwietnia 2013, Bryant, w meczu z Golden State Warriors zerwał ścięgno Achillesa. Dzień później przeszedł operację na kontuzjowaną nogę, a przewidywany czas pełnego powrotu do zdrowia wynosił od 6 do 9 miesięcy. Zakończył sezon ze statystykami na poziomie 27,3 punktu ze skutecznością 46,3% z gry, 5,6 zbiórki i 6,0 asyst na mecz. W trakcie sezonu osiem razy zdobywał 40 lub więcej punktów, a jedenastokrotnie rozdawał 10 lub więcej asyst. Jego wskaźnik asyst na mecz był drugim najwyższym w karierze, a celność rzutów z pola najwyższa od sezonu 2008/09. Lakers ostatecznie awansowali do fazy play-off z siódmego miejsca, lecz odpadli już w pierwszej rundzie, przegrywając 4-0 z San Antonio Spurs. Po sezonie, Dwight Howard opuścił drużynę z Los Angeles, podpisując kontrakt jako wolny agent z Houston Rockets.

### Kontuzje (2013–2015)

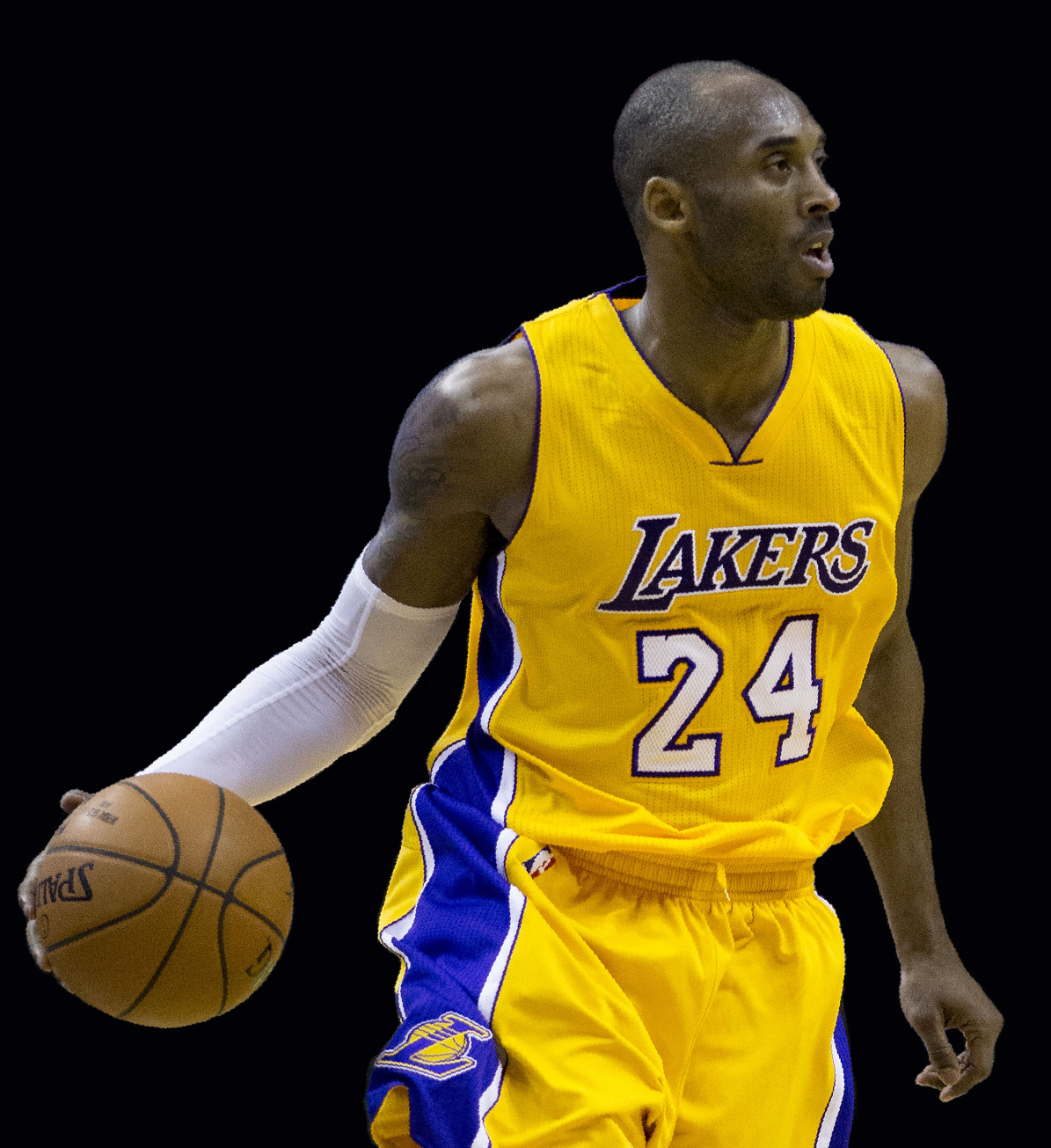
Bryant kozłujący piłkę w 2014

Bryant wznowił treningi w listopadzie 2013, już w trakcie trwania sezonu 2013/14. 25 listopada podpisał dwuletnie przedłużenie kontraktu o wartości 48,5 miliona dolarów, które sprawia, że Bryant zostanie pierwszym zawodnikiem w historii NBA, który spędzi 20 lat z jedną drużyną. Bryant powrócił na parkiet 8 grudnia 2013 w przegranym starciu z Toronto Raptors; w 28 minut zdobył 9 punktów, 8 zbiórek i 4 asysty. W szóstym meczu po powrocie, 19 grudnia, w starciu z Memphis Grizzlies Bryant wyrównał swój najlepszy wynik w sezonie zdobywając 21 punktów, ale też nabawił się kolejnej kontuzji – złamana została nasada kości piszczelowej w lewym kolanie. Według wstępnych prognoz, kontuzja miała mu uniemożliwić grę przez sześć tygodni. Mimo bycia poza grą i prośby do kibiców o nie głosowanie na niego, Bryant, po raz 16 w karierze, został wybrany do Meczu Gwiazd 2014. Z powodu kontuzji nie wystąpił w nim, a jego miejsce w składzie Zachodu zajął Anthony Davis. 12 marca 2014, Lakers ogłosili, iż Bryant wciąż nie jest zdolny do gry i nie wystąpi już w sezonie 2013/14. Lakers, bez Bryanta w składzie przez większość sezonu, zanotowali jeden z najgorszych sezonów w historii klubu, zajmując ostatecznie 14. miejsce w Konferencji Zachodniej i nie awansując do play-offów.
Przed sezonem 2014/15 na stanowisku trenera Lakers Mike’a D’Antoniego zastąpił Byron Scott. Bryant, wracając do gry, wyrównał rekord Johna Stocktona pod względem liczby sezonów spędzonych w jednym klubie – 19. 30 listopada 2014, w meczu z Toronto Raptors, uzyskał 20 triple-double w karierze, notując 31 punktów, 10 zbiórek i 10 asyst. Tym samym stał się najstarszym graczem który zdobył przynajmniej 30 punktów, 10 zbiórek i 10 asyst. 14 grudnia został trzecim najlepszym strzelcem w historii NBA (pod względem łącznej sumy punktów), przeganiając Michaela Jordana, który w trakcie kariery zdobył 32 292 punkty. Bryant wystąpił w pierwszych 27 meczach, zdobywając średnio 26,4 punktu w 35,4 minuty na mecz, po czym opuścił trzy kolejne mecze. 30 grudnia, w meczu z Denver Nuggets uzyskał drugie w sezonie triple-double (23 punkty, 11 asyst i 11 zbiórek). 16 stycznia 2015 ustanowił swój rekord kariery pod względem liczby asyst w meczu, rozdając ich 17. 21 stycznia 2015, w meczu z New Orleans Pelicans uszkodził stożek rotatorów w prawym barku podczas wykonywania wsadu. Mimo to pozostał w meczu i posługiwał się niemal wyłącznie słabszą, lewą ręką. 22 stycznia 2015 ogłoszono, iż Bryant, po raz siedemnasty, głosami fanów został wybrany do pierwszej piątki Konferencji Zachodniej na NBA All-Star Game. Z powodu kontuzji nie mógł w nim wystąpić i został zastąpiony przez DeMarcusa Cousinsa. 28 stycznia przeszedł pomyślną operację na kontuzjowanym barku i opuścił resztę sezonu 2014/15.

### Ostatni sezon (2015–2016)
Bryant powrócił do gry w sezonie 2015/16. Został przesunięty na pozycję niskiego skrzydłowego, ustępując miejsca dwójce młodych obrońców, Jordanowi Clarksonowi i wybranego z numerem drugim w drafcie 2015 D’Angelo Russellowi. W przedsezonowym spotkaniu z Sacramento Kings, Bryant doznał kontuzji łydki, przez którą opuścił dwa tygodnie rozgrywek przedsezonowych. Powrócił jednak na otwierający sezon regularny mecz z Minnesotą Timberwolves, w którym zdobył 24 punkty. Pobił tym samym rekord Stocktona pod względem liczby sezonów spędzonych w jednym klubie. 29 listopada ogłosił, że po sezonie 2015/16 zakończy karierę sportową. W momencie ogłaszania decyzji, Bryant oddawał średnio 16,7 rzutu na mecz, zdobywając 15,7 punktu ze skutecznością 31,5% z gry. Po ogłoszeniu zamiaru zakończenia kariery, Bryant spotykał się wszędzie z gorącym przyjęciem, nawet w halach rywali. Przed meczami emitowane były podziękowania za karierę w formie krótkich filmów, a kibice przyjmowali go owacjami i skandowali jego imię. 2 lutego 2016 w meczu z Minnesotą Timberwolves Bryant zdobył 38 punktów, 5 zbiórek i 5 asyst. W głosowaniu do składów na Mecz Gwiazd Bryant zdobył ponad 1,9 miliona głosów kibiców, najwięcej spośród wszystkich zawodników. Podczas samego meczu uzyskał 14 punktów, 7 asyst i 6 zbiórek.
W swoim ostatnim meczu, 13 kwietnia 2016, przeciwko Utah Jazz, zdobył 60 punktów, trafiając 22 z 50 rzutów z gry, w tym 6 z 21 za trzy punkty, oraz 10 z 12 rzutów wolnych.
18 grudnia 2017 w Staples Center Los Angeles Lakers zastrzegli dwa numery 8 i 24, w których grał Kobe podczas swojej kariery.

## Kariera reprezentacyjna

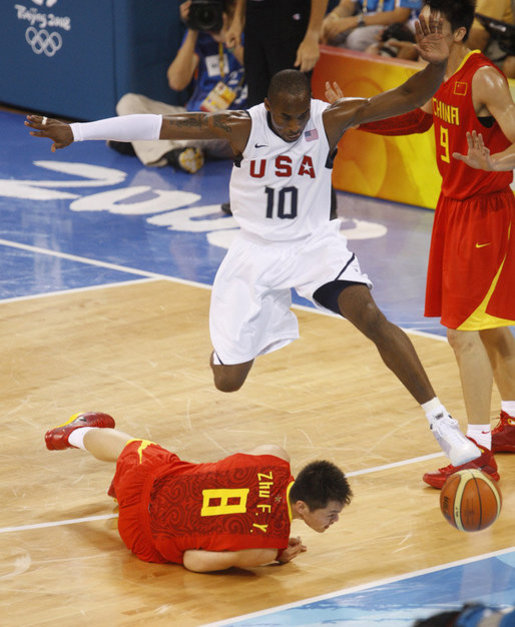
Kobe Bryant w meczu z Chinami podczas IO w Pekinie

Bryant odmówił gry w reprezentacji Stanów Zjednoczonych na Letnich Igrzyskach Olimpijskich 2000 z powodu ślubu. Odmówił także udziału w Mistrzostwach Świata 2002. Początkowo został wybrany do składu na Mistrzostwa Ameryk 2003, jednak nie zagrał tam z powodu operacji i został zastąpiony przez Vince’a Cartera. W następnym roku musiał opuścić drużynę olimpijską w związku z kłopotami z prawem. Razem z LeBronem Jamesem, zostali wybrani jako dwaj pierwsi gracze do wstępnego składu USA na lata 2006–2008 przez Jerry’ego Colangelo. Jednakże po raz kolejny nie mógł zagrać przez operację kolana, i nie wziął udziału w Mistrzostwach Świata 2006.
Jego pierwszy udział w reprezentacji zaczął się w 2007, gdzie jako członek drużyny Stanów Zjednoczonych pomógł im wygrać mistrzostwa Ameryk z wynikiem 10-0. Zwycięstwo to zapewniło Amerykanom kwalifikację na turniej olimpijski 2008. W 10 rozegranych meczach Bryant zdobywał średnio 15,3 punktu, 2,0 zbiórki i 2,9 asysty na mecz, ze skutecznością na poziomie 54,8%. 23 czerwca oficjalnie znalazł się w składzie na Letnie Igrzyska Olimpijskie 2008. W meczu finałowym, Bryant 13 ze swoich 20 punktów zdobył w czwartej kwarcie i pomógł pokonać reprezentację Hiszpanii 118-107. Było to pierwsze zwycięstwo Bryanta na igrzyskach oraz pierwsza wygrana reprezentacji USA na światowym turnieju od igrzysk w Sydney. W ośmiu spotkaniach Bryant zdobywał średnio 15 punktów, 2,8 zbiórki i 2,1 asyst.
Bryant wziął udział w igrzyskach olimpijskich w Londynie, gdzie wraz z reprezentacją Stanów Zjednoczonych zdobył złoty medal, pokonując w finale Hiszpanię. W turnieju zdobywał średnio 12,1 punktu, 1,8 zbiórki i 1,2 asysty na mecz.

## Statystyki
Na podstawie Basketball-Reference.com (ang.)

### Sezon regularny
| Sezon   | Drużyna     | M    | S5   | MPG  | FG%   | 3P%   | FT%   | RPG | APG | SPG | BPG | PPG  |
| ------- | ----------- | ---- | ---- | ---- | ----- | ----- | ----- | --- | --- | --- | --- | ---- |
| 1996/97 | L.A. Lakers | 71   | 6    | 15,5 | 41,7% | 37,5% | 81,9% | 1,9 | 1,3 | 0,7 | 0,3 | 7,6  |
| 1997/98 | L.A. Lakers | 79   | 1    | 26,0 | 42,8% | 34,1% | 79,4% | 3,1 | 2,5 | 0,9 | 0,5 | 15,4 |
| 1998/99 | L.A. Lakers | 50   | 50   | 37,9 | 46,5% | 26,7% | 83,9% | 5,3 | 3,8 | 1,4 | 1,0 | 19,9 |
| 1999/00 | L.A. Lakers | 66   | 62   | 38,2 | 46,8% | 31,9% | 82,1% | 6,3 | 4,9 | 1,6 | 0,9 | 22,5 |
| 2000/01 | L.A. Lakers | 68   | 68   | 40,9 | 46,4% | 30,5% | 85,3% | 5,9 | 5,0 | 1,7 | 0,6 | 28,5 |
| 2001/02 | L.A. Lakers | 80   | 80   | 38,3 | 46,9% | 25,0% | 82,9% | 5,5 | 5,5 | 1,5 | 0,4 | 25,2 |
| 2002/03 | L.A. Lakers | 82   | 82   | 41,5 | 45,1% | 38,3% | 84,3% | 6,9 | 5,9 | 2,2 | 0,8 | 30,0 |
| 2003/04 | L.A. Lakers | 65   | 64   | 37,6 | 43,8% | 32,7% | 85,2% | 5,5 | 5,1 | 1,7 | 0,4 | 24,0 |
| 2004/05 | L.A. Lakers | 66   | 66   | 40,7 | 43,3% | 33,9% | 81,6% | 5,9 | 6,0 | 1,3 | 0,8 | 27,6 |
| 2005/06 | L.A. Lakers | 80   | 80   | 41,0 | 45,0% | 34,7% | 85,0% | 5,3 | 4,5 | 1,8 | 0,4 | 35,4 |
| 2006/07 | L.A. Lakers | 77   | 77   | 40,8 | 46,3% | 34,4% | 86,8% | 5,7 | 5,4 | 1,4 | 0,5 | 31,6 |
| 2007/08 | L.A. Lakers | 82   | 82   | 38,9 | 45,9% | 36,1% | 84,0% | 6,3 | 5,4 | 1,8 | 0,5 | 28,3 |
| 2008/09 | L.A. Lakers | 82   | 82   | 36,1 | 46,7% | 35,1% | 85,6% | 5,2 | 4,9 | 1,5 | 0,5 | 26,8 |
| 2009/10 | L.A. Lakers | 73   | 73   | 38,8 | 45,6% | 32,9% | 81,1% | 5,4 | 5,0 | 1,5 | 0,3 | 27,0 |
| 2010/11 | L.A. Lakers | 82   | 82   | 33,9 | 45,1% | 32,3% | 82,8% | 5,1 | 4,7 | 1,2 | 0,1 | 25,3 |
| 2011/12 | L.A. Lakers | 58   | 58   | 38,5 | 43,0% | 30,3% | 84,5% | 5,4 | 4,6 | 1,2 | 0,3 | 27,9 |
| 2012/13 | L.A. Lakers | 78   | 78   | 38,6 | 46,3% | 32,4% | 83,9% | 5,6 | 6,0 | 1,4 | 0,3 | 27,3 |
| 2013/14 | L.A. Lakers | 6    | 6    | 29,5 | 42,5% | 18,8% | 85,7% | 4,3 | 6,3 | 1,2 | 0,2 | 13,8 |
| 2014/15 | L.A. Lakers | 35   | 35   | 34,5 | 37,3% | 29,3% | 81,3% | 5,7 | 5,6 | 1,3 | 0,2 | 22,3 |
| 2015/16 | L.A. Lakers | 66   | 66   | 28,2 | 35,8% | 28,5% | 82,6% | 3,7 | 2,8 | 0,9 | 0,2 | 17,6 |
| Razem   |             | 1346 | 1198 | 36,1 | 44,7% | 32,9% | 83,7% | 5,2 | 4,7 | 1,4 | 0,5 | 25,0 |

### Play-offy
| Sezon | Drużyna     | M   | S5  | MPG  | FG%   | 3P%   | FT%   | RPG | APG | SPG | BPG | PPG  |
| ----- | ----------- | --- | --- | ---- | ----- | ----- | ----- | --- | --- | --- | --- | ---- |
| 1997  | L.A. Lakers | 9   | 0   | 14,8 | 38,2% | 26,1% | 86,7% | 1,2 | 1,2 | 0,3 | 0,2 | 8,2  |
| 1998  | L.A. Lakers | 11  | 0   | 20,0 | 40,8% | 21,4% | 68,9% | 1,9 | 1,5 | 0,3 | 0,7 | 8,7  |
| 1999  | L.A. Lakers | 8   | 8   | 39,4 | 43,0% | 34,8% | 80,0% | 6,9 | 4,6 | 1,9 | 1,3 | 19,8 |
| 2000  | L.A. Lakers | 22  | 22  | 39,0 | 44,2% | 34,4% | 75,4% | 4,5 | 4,4 | 1,5 | 1,5 | 21,1 |
| 2001  | L.A. Lakers | 16  | 16  | 43,4 | 46,9% | 32,4% | 82,1% | 7,3 | 6,1 | 1,6 | 0,8 | 29,4 |
| 2002  | L.A. Lakers | 19  | 19  | 43,8 | 43,4% | 37,9% | 75,9% | 5,8 | 4,6 | 1,4 | 0,9 | 26,6 |
| 2003  | L.A. Lakers | 12  | 12  | 44,3 | 43,2% | 40,3% | 82,7% | 5,1 | 5,2 | 1,2 | 0,1 | 32,1 |
| 2004  | L.A. Lakers | 22  | 22  | 44,2 | 41,3% | 24,7% | 81,3% | 4,7 | 5,5 | 1,9 | 0,3 | 24,5 |
| 2006  | L.A. Lakers | 7   | 7   | 44,9 | 49,7% | 40,0% | 77,1% | 6,3 | 5,1 | 1,1 | 0,4 | 27,9 |
| 2007  | L.A. Lakers | 5   | 5   | 43,0 | 46,2% | 35,7% | 91,9% | 5,2 | 4,4 | 1,0 | 0,4 | 32,8 |
| 2008  | L.A. Lakers | 21  | 21  | 41,1 | 47,9% | 30,2% | 80,9% | 5,7 | 5,6 | 1,7 | 0,4 | 30,1 |
| 2009  | L.A. Lakers | 23  | 23  | 40,9 | 45,7% | 34,9% | 88,3% | 5,3 | 5,5 | 1,7 | 0,9 | 30,2 |
| 2010  | L.A. Lakers | 23  | 23  | 40,1 | 45,8% | 37,4% | 84,2% | 6,0 | 5,5 | 1,3 | 0,7 | 29,2 |
| 2011  | L.A. Lakers | 10  | 10  | 35,4 | 44,6% | 29,3% | 82,0% | 3,4 | 3,3 | 1,6 | 0,3 | 22,8 |
| 2012  | L.A. Lakers | 12  | 12  | 39,7 | 43,9% | 28,3% | 83,2% | 4,8 | 4,3 | 1,3 | 0,2 | 30,0 |
| Razem |             | 220 | 200 | 39,3 | 44,8% | 33,1% | 81,6% | 5,1 | 4,7 | 1,4 | 0,7 | 25,6 |

## Osiągnięcia i sukcesy

### NBA
Na podstawie Basketball-Reference.com (ang.)
- 5-krotny mistrz NBA: 2000, 2001, 2002, 2009, 2010
- 7 występów w finałach NBA: 2000, 2001, 2002, 2004, 2008, 2009, 2010
- Most Valuable Player sezonu zasadniczego NBA: 2008[294]
- MVP finałów NBA: 2009, 2010[295]
- 18-krotnie wybierany do udziału w Meczu Gwiazd: 1998, 2000, 2001, 2002, 2003, 2004, 2005, 2006, 2007, 2008, 2009, 2010[b], 2011, 2012, 2013, 2014[c], 2015[d], 2016
- 4-krotny NBA All-Star Game MVP: 2002, 2007, 2009, 2011[296]
- 15-krotnie wybierany do All-NBA Team:
  - pierwsza piątka: 2002, 2003, 2004, 2006, 2007, 2008, 2009, 2010, 2011, 2012, 2013
  - druga piątka: 2000, 2001
  - trzecia piątka: 1999, 2005
- 12-krotnie wybierany do NBA All-Defensive Team[297]:
  - pierwsza piątka: 2000, 2003, 2004, 2006, 2007, 2008, 2009, 2010, 2011
  - druga piątka: 2001, 2002, 2012
- 2-krotny król strzelców: 2006, 2007
- zwycięzca Slam Dunk Contest: 1997
- NBA All-Rookie Team:
  - druga piątka: 1997[298]
- 3-krotny zdobywca największej liczby punktów w play-offach w sezonach: 2008 (633), 2009 (695), 2010 (671)
- Wybrany do składu najlepszych zawodników w historii NBA, wybranego z okazji obchodów 75-lecia istnienia ligi (2021)[299]
- Lider:
  - sezonu zasadniczego pod względem:
    - punktów: 2003 (2461), 2006 (2832), 2007 (2430), 2008 (2323)
    - punktów na mecz: 2006 (35,4), 2007 (31,6)[300]
    - trafionych rzutów:
      - z pola: 2003 (868), 2006 (978), 2007 (813)
      - osobistych: 2006 (696), 2007 (667)

  - play-off w:
    - średniej zdobytych punktów (2003, 2007, 2008)[301]
    - liczbie celnych rzutów wolnych (2004, 2008–2010)[302]
- Zawodnik miesiąca NBA (grudzień 2000)[303]
- 16-krotny zawodnik miesiąca konferencji zachodniej NBA (listopad 2001, grudzień 2006, 2008–2009, styczeń 2003, 2006, 2009, 2012, luty 2008, 2013, marzec 2004, 2007, 2011, kwiecień 2006–2008)[303]

### Reprezentacja
Na podstawie USAB.com (ang.)
- dwukrotny mistrz olimpijski: Pekin 2008, Londyn 2012
- mistrzostwo Ameryk: 2007

### Rekordy kariery
| Statystyka                     | Rekord | Data                | Przeciwko           |
| ------------------------------ | ------ | ------------------- | ------------------- |
| Punkty:                        | 81     | 22 stycznia 2006 r. | Toronto Raptors     |
| Asysty:                        | 17     | 15 stycznia 2015 r. | Cleveland Cavaliers |
| Zbiórki:                       | 16     | 24 stycznia 2010 r. | Toronto Raptors     |
| Zbiórki w ataku:               | 8      | 18 kwietnia 2000 r. | Dallas Mavericks    |
| Zbiórki w obronie:             | 13     | 2 razy              |                     |
| Bloki:                         | 5      | 3 razy              |                     |
| Przechwyty:                    | 7      | 13 lutego 2006 r.   | Utah Jazz           |
| Minuty:                        | 54     | 29 grudnia 2006 r.  | Charlotte Bobcats   |
| Celne rzuty z pola:            | 28     | 22 stycznia 2006    | Toronto Raptors     |
| Oddane rzuty z pola:           | 50     | 13 kwietnia 2016 r. | Utah Jazz           |
| Celne rzuty „za 3”:            | 12     | 7 stycznia 2003 r.  | Seattle SuperSonics |
| Oddane rzuty „za 3”:           | 18     | 7 stycznia 2003     | Seattle SuperSonics |
| Celne rzuty wolne:             | 23     | 2 razy              |                     |
| Oddane rzuty wolne:            | 27     | 2 razy              |                     |
| Na podstawie realgm.com (ang.) |        |                     |                     |

## Poza boiskiem

### Życie prywatne
W listopadzie 1999, 21-letni wówczas Bryant poznał 17-letnią Vanessę Laine, która była tancerką w teledysku Tha Eastsidaz „G’d Up”. Bryant pracował tam wtedy nad swoim solowym albumem, który nigdy nie został wydany. Para zaczęła się spotykać i zaręczyli się sześć miesięcy później, mimo że Laine wciąż uczęszczała do szkoły średniej. Żeby uniknąć rozgłosu i krytyki medialnej, ukończyła szkołę przez nauczanie indywidualne.
Para wzięła ślub 18 kwietnia 2001 w rzymskokatolickim kościele pod wezwaniem św. Edwarda Wyznawcy w Dana Point, w Kalifornii. Na ceremonii nie pojawili się rodzice Bryanta ani jego dwie siostry; nie było też żadnego z kolegów z drużyny Lakers. Rodzice koszykarza byli przeciwni małżeństwu z wielu powodów, jednym z nich był fakt, że ich syn żeni się tak młodo i to z kobietą, która nie jest Afroamerykanką. To spowodowało oziębienie stosunków na dwa lata, które zakończyło się wraz z przyjściem na świat pierwszej córki zawodnika Lakers.
W styczniu 2002 Bryant kupił dom w Newport Coast za 4 miliony dolarów. Pierwsze dziecko Bryanta, córka Natalia Diamante Bryant urodziła się 19 stycznia 2003. Jej narodziny sprawiły, że Bryant pogodził się z rodzicami. Wiosną 2005 Vanessa Bryant poroniła, przyczyną była ciąża pozamaciczna. Druga córka pary, Gianna Maria-Onore Bryant urodziła się 1 maja 2006. Co ciekawe, przyszła na świat 6 minut przed córką byłego kolegi z drużyny Bryanta, Shaquille’a O’Neala.
16 grudnia 2011 Vanessa Bryant złożyła pozew o rozwód z powodu „różnic nie do pogodzenia”. Obie strony rozwiązały wszystkie sprawy związane z rozwodem jeszcze przed założeniem pozwu. Zarówno Kobe, jak i Vanessa zażądali wspólnej opieki nad córkami. 11 stycznia 2013 Bryant i Vanessa poinformowali przez media społecznościowe, że odwołali rozwód i zostają razem.
W sierpniu 2016 roku na świat przyszła ich trzecia córka, Bianka, a w czerwcu 2019 ich czwarta córka Capri Kobe.
Był praktykującym katolikiem. W dniu śmierci razem ze swoją córką Gianną uczestniczył jeszcze w porannej mszy niedzielnej i przyjął Komunię Świętą.

### Zarzut napaści seksualnej
W lecie 2003, biuro szeryfa z Eagle, Kolorado, aresztowało Bryanta w związku z dochodzeniem w sprawie napaści seksualnej na 19-letnią pracownicę hotelu, Katelyn Faber. Bryant przebywał tam w oczekiwaniu na operację kontuzjowanego kolana. Faber oskarżyła Bryanta o gwałt w pokoju hotelowym dzień przed zabiegiem. Bryant przyznał, że doszło do stosunku, jednak zaprzeczył oskarżeniu o napaść seksualną.
Oskarżenie to zszargało reputację Bryanta. Jego kontrakty reklamowe z McDonald’s i Nutellą zostały rozwiązane. Sprzedaż koszulek Bryanta drastycznie spadła. We wrześniu 2004 sprawa sądowa została umorzona po tym, jak Faber odmówiła składania zeznań podczas procesu. Po wszystkim Bryant przeprosił Faber, wygłaszając publicznie oświadczenie. Faber później złożyła osobny pozew cywilny przeciwko Bryantowi, który został zawieszony na specjalnych warunkach, niepodanych do wiadomości publicznej.

## Śmierć
26 stycznia 2020 Bryant z ośmioma innymi osobami, w tym córką Gianną, był na pokładzie helikoptera, który o 9:06 czasu lokalnego wystartował z lotniska im. Johna Wayne’a w hrabstwie Orange. Po około 40 minutach lotu śmigłowiec rozbił się na wzgórzach w Calabasas i zajął się ogniem. O 9:47 o zdarzeniu zostały poinformowane służby lokalne. Żadna z osób znajdujących się na pokładzie nie przeżyła katastrofy.
Tragiczna śmierć Bryanta spotkała się z licznymi reakcjami na całym świecie. Koszykarze, ludzie związani z NBA, a także inni sportowcy oraz osobowości medialne, jak i zwykli fani poprzez media społecznościowe masowo wyrażali swój smutek i niedowierzanie. Śmierć koszykarza zbiegła się z 62. ceremonią wręczenia nagród Grammy; w jej trakcie uczczono jego pamięć minutą ciszy. Podczas rozgrywanych tego dnia spotkań ligi NBA, drużyny rozpoczynały je poprzez celowe popełnianie błędów 8 sekund i 24 sekund (w czasie gry w NBA Bryant nosił koszulki z numerami 8 i 24). 7 lutego 2020 Kobe Bryant wraz z córką spoczął na cmentarzu Pierce Brothert Westwood Village Memorial Park w Los Angeles, Kalifornii, lub w Pacific View Memorial Park w Corona del Mar.
24 lutego 2020 w hali Staples Center w Los Angeles odbyły się oficjalne uroczystości pożegnalne Kobego Bryanta oraz jego córki Gianny. Wystąpiły na nich między innymi Christina Aguilera i Beyoncé.